# Відпочинок на межі нервового зриву
«Відпочинок на межі нервового зриву» — класична французька комедія

## Зміст
Французи рухаються на узбережжя. Містяни і закохані панки, пенсіонери, подружні пари, таємні коханці, сім'я скаутів і навіть садомазохіст-невдаха мають намір отримати заслужений відпочинок і трохи розважитися в наметі, в номері безіменного готелю, в автотрейлері, будиночку розміром з собачу буду. Вони всі їдуть на море — на машині для гольфу, в електричці і спортивних автомобілях з відкритим верхом. Їх випадкові і сплановані зустрічі, зради, закоханості, сімейна рутина й інші курортні пригоди перетворяться на феєрверк.